# 马雷陨石坑
马雷陨石坑(Malyy)是月球背面北半球一座已损毁的古老撞击坑，位于从地球可看见的月球东沿后面。该陨坑形成于酒海纪，以苏联火箭工程师亚历山大·利沃维奇·马雷(Aleksandr Lvovich Malyy，1907年-1962年)之名命名，1970年被国际天文联合会正式批准接受。

## 描述
马雷陨石坑西侧毗邻杰武尔斯基环形山、西北偏北为阿尔塔莫诺夫陨石坑、东北稍远处是道奇环形山、东南偏南坐落着弗莱明环形山、而波波夫陨石坑和麦比乌斯环形山则位于它的西南方。陨石坑北面是阿尔塔莫诺夫链坑、杰武尔斯基链坑则延伸在它的西南。该陨坑的中心月面坐标为22°02′N 105°34′E / 22.03°N 105.56°E，直径41.3公里，深度2.2公里。
马雷陨石坑外观呈圆形状，沿边缘重叠着数座小陨坑，其坑壁大部已受侵蚀且较为崎岖，东侧壁覆盖着众多大小不一的月坑，几乎已被夷平。陨坑侧壁平均高出周边地形1040米，内部体积约1265公里³。杯形坑底内地势交错，分布有各种不同尺寸的撞击坑。
马雷陨石坑西南扇形高地形成一处接近平坦的平原，上面分布有一些小型撞击坑和已被覆盖的地貌特征；而东侧的卫星坑"马雷 G"则结构保存完好，具有清晰、尖峭的边缘，极有可能是一座年轻的撞击坑。
亚历山大·列昂尼多维奇·马雷是一位物理学家和数学家，主要负责火箭发动机的研发。为1961年4月12日将尤里·加加林送入地球轨道的三位主任设计师和项目管理者之一，他于1962年8月11日去世。

## 卫星陨石坑
按照惯例，最靠近马雷陨石坑的卫星坑在月图上以字母标注在该坑中心点的旁边。

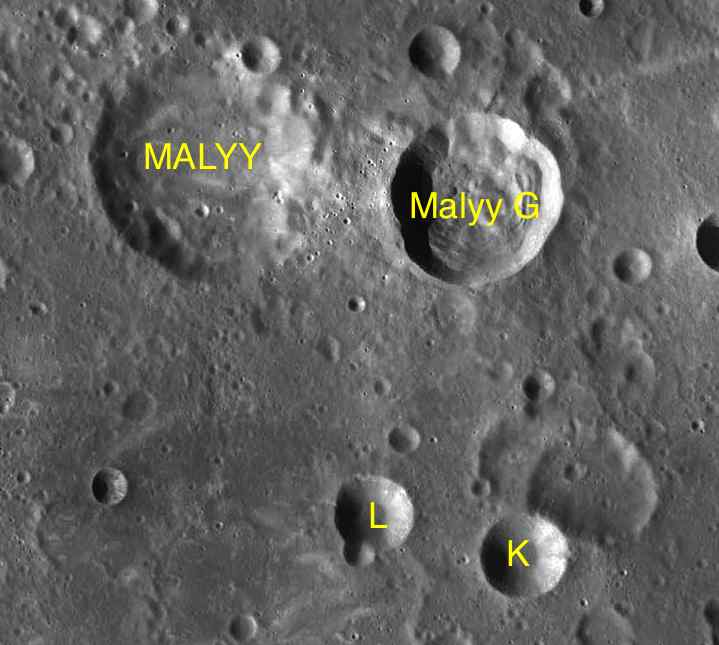
LAC-46 地图.

| 马雷 | 纬度    | 经度     | 直径    |
| ---- | ------- | -------- | ------- |
| G    | 21.7° N | 106.9° E | 28 公里 |
| K    | 19.6° N | 107.0° E | 15 公里 |
| L    | 19.9° N | 106.1° E | 14 公里 |